# 툴른군

툴른군의 위치

툴른군(독일어: Bezirk Tulln)은 오스트리아 니더외스터라이히주에 위치한 군으로 행정 중심지는 툴른안데어도나우이며 면적은 734.42km2, 인구는 109,009명(2023년 기준), 인구 밀도는 149명/km2이다. 서쪽으로는 크렘스란트군, 북쪽으로는 홀라브룬군, 북동쪽으로는 코르노이부르크군, 남동쪽으로는 빈, 남쪽으로는 장크트푈텐란트군과 접한다.

## 하위 행정 구역
2개 도시, 16개 시장도시, 4개 일반 시를 관할한다.
- 도시
  - 클로스터노이부르크(Klosterneuburg)
  - 툴른안데어도나우(Tulln an der Donau)
- 시장도시
  - 압스도르프(Absdorf)
  - 아첸브루크(Atzenbrugg)
  - 펠스암바르감(Fels am Wagram)
  - 그라펜뵈르트(Grafenwörth)
  - 그로스바이커스도르프(Großweikersdorf)
  - 유데나우바움가르텐(Judenau-Baumgarten)
  - 키르히베르크암바르감(Kirchberg am Wagram)
  - 쾨니히스브룬암바르감(Königsbrunn am Wagram)
  - 쾨니히슈테텐(Königstetten)
  - 랑겐로어(Langenrohr)
  - 미헬하우젠(Michelhausen)
  - 지크하르츠키르헨(Sieghartskirchen)
  - 장크트안드레뵈르데른(St. Andrä-Wördern)
  - 툴빙(Tulbing)
  - 뷔름라(Würmla)
  - 츠벤텐도르프안데어도나우(Zwentendorf an der Donau)
- 일반 시
  - 그로스리덴탈(Großriedenthal)
  - 무켄도르프비핑(Muckendorf-Wipfing)
  - 지첸베르크라이들링(Sitzenberg-Reidling)
  - 차이젤마우어볼프파싱(Zeiselmauer-Wolfpassing)